# Кювета

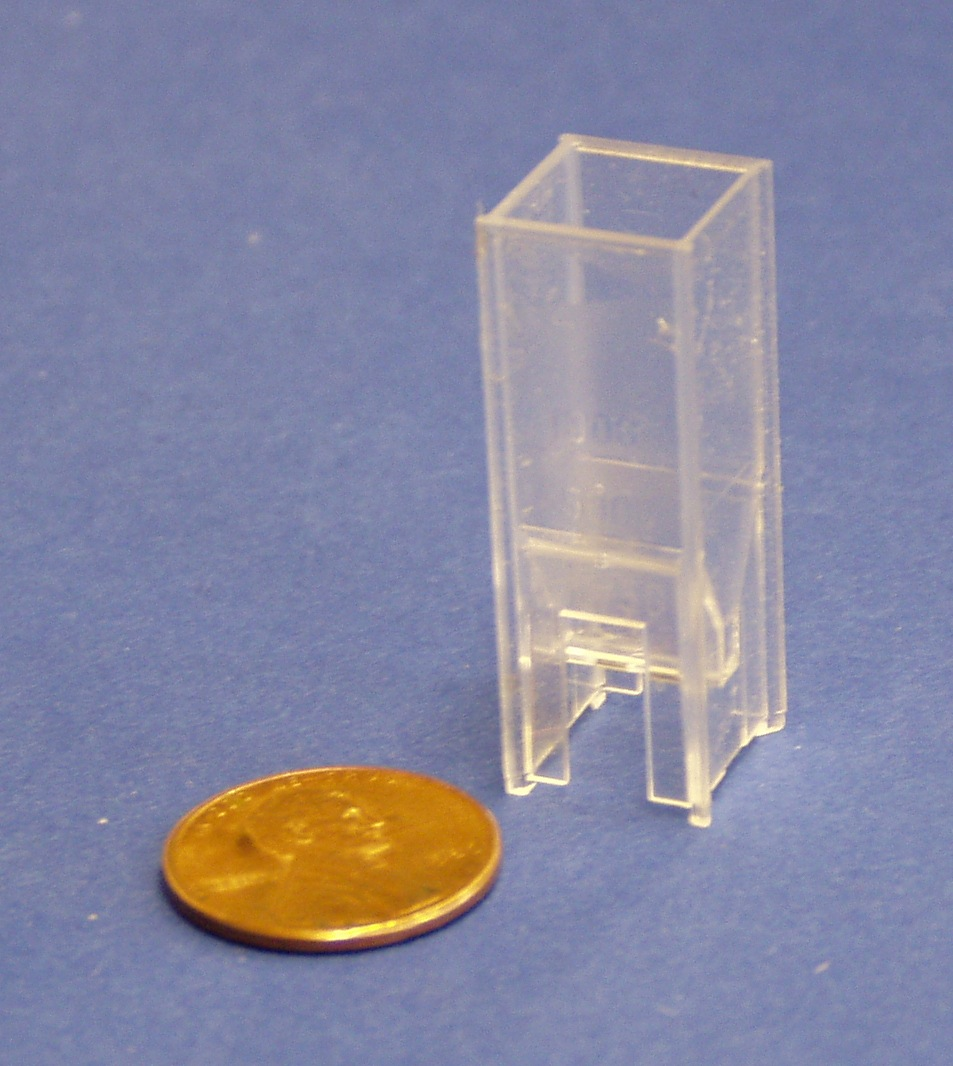
Кювета від спектрофотометра для вимірювання концентрації ДНК і РНК. Для порівняння розміру монета в 1 цент США (19 мм)

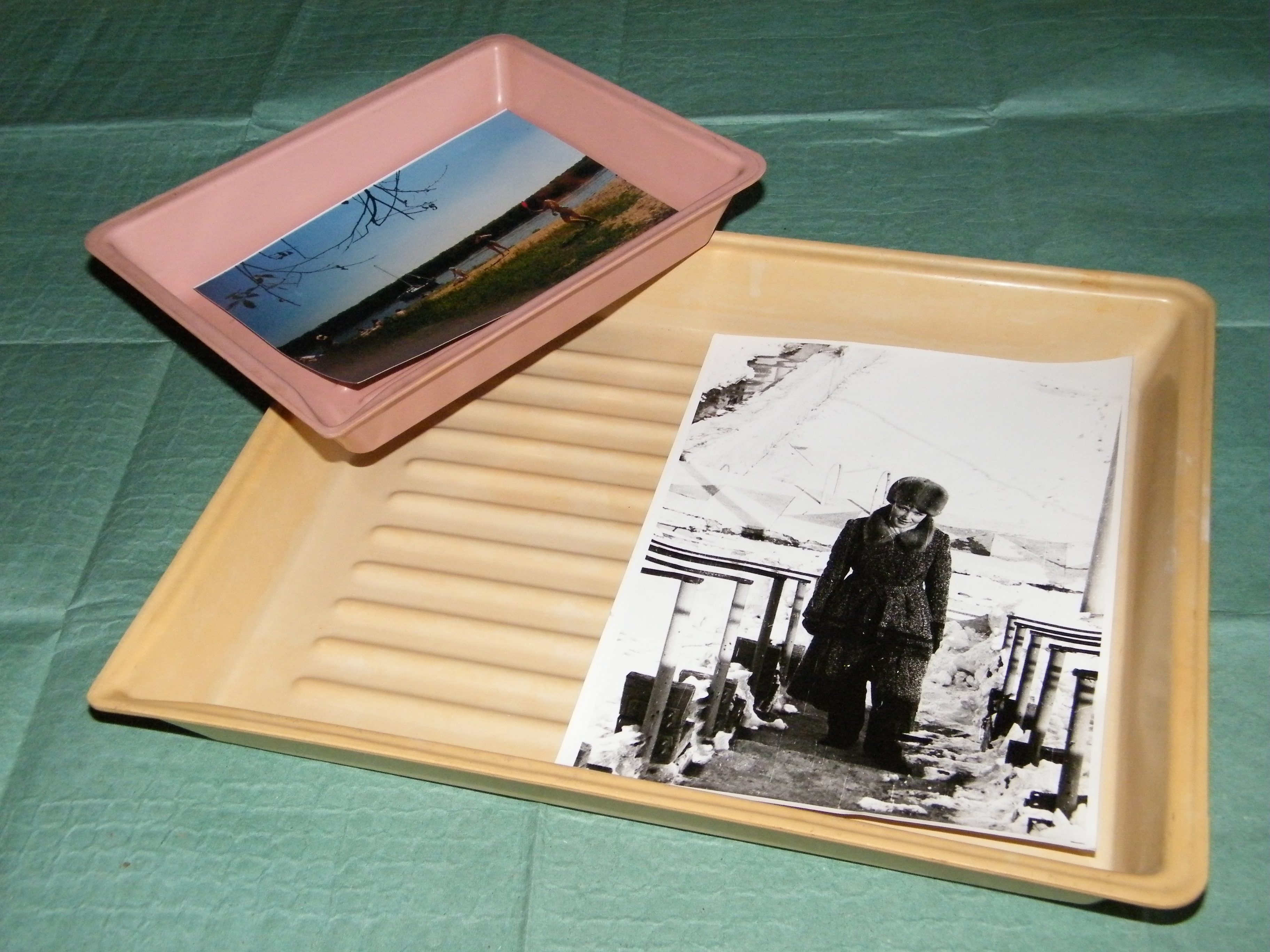
Кювети для обробки фотопаперу

Кюве́та (від фр. cuvette) — посудина пласкої форми (ванночка) з ребристим чи іншим чином профільованим дном і носиком в одному з кутів.
Призначена для хімічної обробки плоских предметів, наприклад, для фотохімічної обробки фотопластинок, форматних плівок і фотопаперу, для травлення друкованих плат радіолюбителями, для травлення кліше.
Залежно від сфери застосування та використовуваних реактивів може бути виготовленою із пластику, скла, емальованого металу, фаянсу чи інших матеріалів.